# اوی‌لندیل
اوی‌لِندْیِل (به مجاری:  Újlengyel) یک منطقهٔ مسکونی در مجارستان است که در ناحیه داباش واقع شده‌است.